# دانیل وودوارد
دانیل وودوارد (انگلیسی: Danielle Woodward؛ زادهٔ ۲۰ مارس ۱۹۶۵) قایقران کانو زن اهل استرالیا است.